# 2008年請求公開基地台位址資訊訴願案
2008年請求公開基地台位址資訊訴願案是指台灣環境保護聯盟關注於電磁波所產生的公害問題因而請求國家通訊傳播委員會（通傳會）提供基地台位置之相關資訊。

## 訴願經過
2008年，台灣環境保護聯盟請求國家通訊傳播委員會提供基地台設置位置，於5月19日被通傳會以電腦處理個人資料保護法保護民眾隱私權為理由駁回，僅開放供學術研究之用，而不對私部門或個人開放申請查閱。
台灣環境保護聯盟不服通傳會該處分因而提出訴願，認為：
- 理由一：電信業者設置基地台位址，並非自然人個人之隱私權，因此非個人資料保護法的規範對象（營業秘密的保護應該以民、刑事求償、懲處）；並且
- 理由二：依政府資訊公開法，請求提供基地台位址具有重大公益目的（保護人民生命、身體健康所必要），所請求亦非屬職業上祕密，通傳會不能拒絕提供。[1]

通傳會做出答辯，認為：
- 針對理由一：電信業者多向自然人承租土地或建物，因此一般人得依據基地台設置地點查得土地或建物之所有權人姓名等個人資料，屬於「足資識別該個人之資料」。
- 針對理由二：有關基地台的設置及分布，不一定可憑肉眼即可知悉，並且保障基地台位置的選定和分布不公開，可避免競爭對手使用不正方法阻礙、妨害基地台設置，屬於電信業者之營業秘密。
- 現今並無可信證據足資證明行動通信電磁波有害人體健康，若公開資訊導致抗爭，將會妨害電信發展此一公共利益。[2]

2009年3月6日，通傳會發函通知電信公司參加訴願程序。2009年4月27日，通傳會發函詢問台灣環境保護聯盟所請求的資料屬於「不含詳細地址或座標」的區域性資訊，或者是「詳細地址或座標」之完整性資訊。
2009年6月17日，通傳會依政府資訊公開法、營業秘密法和電腦處理個人資料保護法等規範，考量基地台設置地點的詳細資料，屬於電信業者的營業秘密。並且基於消費者權益之考量，提供查詢地點行動通信服務信號品質，而不提供基地台的位址。

## 後續影響
經過這次的請求，通傳會基於《政府資訊公開法》及《通訊傳播基本法》的規定，設立了「電台地理資訊系統」，把公眾使用的電信基地台、廣播及電視訊號發射站全部上網供民眾查詢，總數將近六萬筆。此舉獲得了環保團體的肯定，卻也引發電信業者的反彈，認為通傳會此舉會激化民眾的抗爭行為，讓通訊傳播的基礎建設更為困難。通傳會發言人李大嵩則表示，這是為了讓消費者了解服務範圍，而非揭露基地台位置。